# Есер Роман
Есер Роман (фр. Essert-Romand) насеље је и општина у источној Француској у региону Рона-Алпи, у департману Горња Савоја која припада префектури Тонон ле Бен.
По подацима из 2011. године у општини је живело 446 становника, а густина насељености је износила 65,78 становника/km². Општина се простире на површини од 6,78 km². Налази се на средњој надморској висини од 936 метара (максималној 1.780 m, а минималној 837 m).

## Демографија
| 1962. | 1968. | 1975. | 1982. | 1990. | 1999. | 2011. |
| ----- | ----- | ----- | ----- | ----- | ----- | ----- |
| 202   | 225   | 227   | 259   | 322   | 353   | 446   |

График промене броја становника у току последњих година